# الحكومة في إسكتلندا الحديثة الباكرة

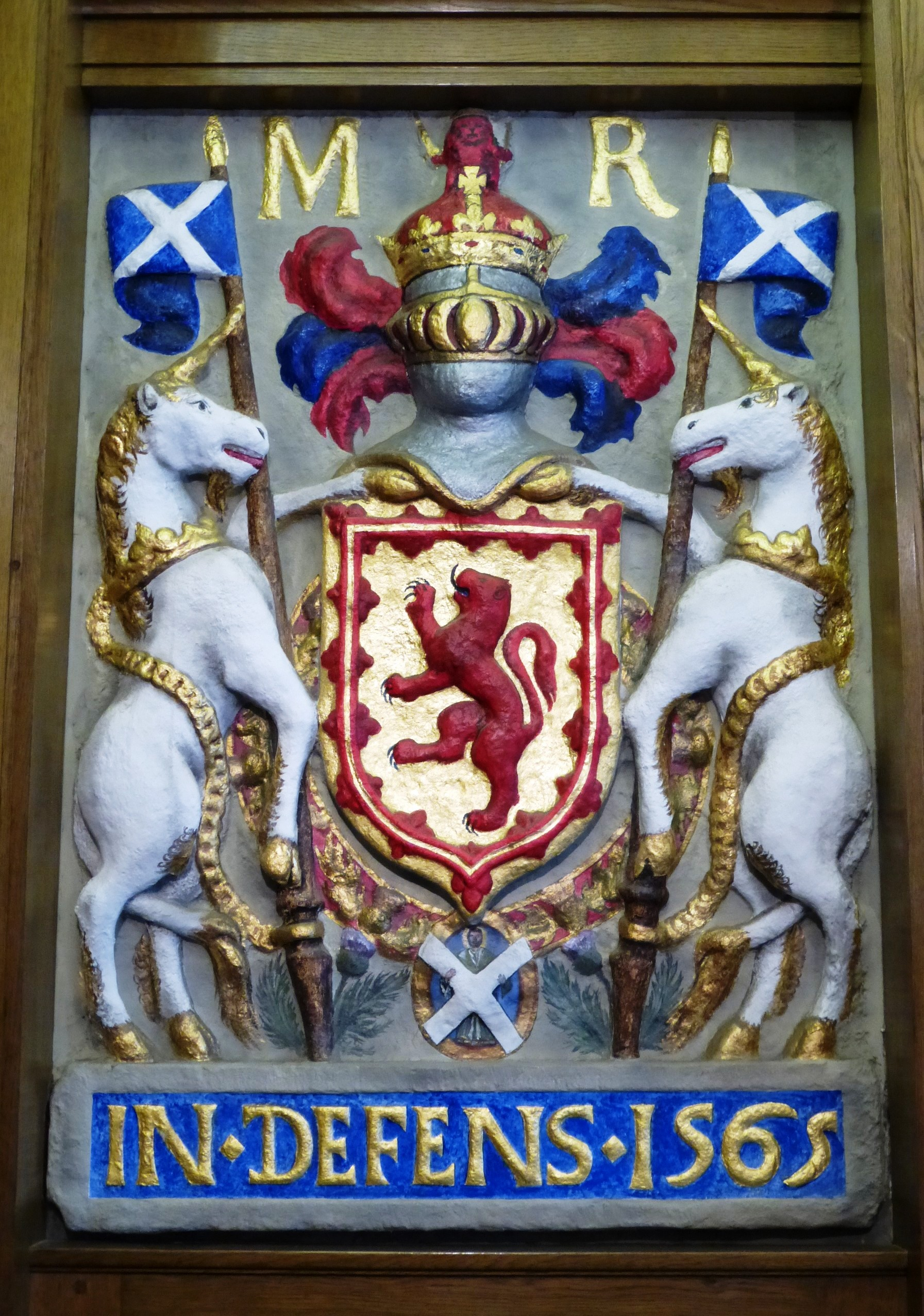
الختم الملكي

اشتملت الحكومة في إسكتلندا العصر الحديث الباكرة بين أوائل القرن السادس عشر وأواسط القرن الثامن عشر على جميع هيئات الإدارة، من السلطة المَلكية إلى المؤسسات الوطنية وصولًا إلى أنظمة الحكومة المحلية والقانون. تقريبًا تصادفت الحكومة مع تاريخ العصر الحديث المبكر في أوروبا، إذ بدأت مع عصر النهضة والإصلاح الديني الإسكتلندي وانتهت مع آخر انتفاضات اليعاقبة وبدايات الثورة الصناعية. كانت أسرة ستيوارت ملوك هذه الفترة: جيمس الرابع وجيمس الخامس وماري وجيمس السادس وشارل الأول وشارل الثاني وجيمس الثاني وويليام الثالث وماري الثانية وآن وأسرة هانوفر: جورج الأول وجورج الثاني.
بقي التاج الملكي العنصر الأشد أهمية في الحكومة طوال تلك الفترة وشهد، على الرغم من الأقليات الملكية العديدة، الكثير من مظاهر الإجلال المرتبطة بـ «الملكية الجديدة» في أماكن أخرى من أوروبا. صيغت نظريات الملكية المحدودة والمقاومة في القرن السادس عشر من قبل الإسكتلنديين، وعلى وجه التحديد من قبل جورج بيوكانان، إلا أن جيمس السادس طرح نظرية الحق الإلهي للملوك، وأُعيد طرح هذه الجدالات خلال الحكم والأزمات اللاحقة. بقي البلاط مركز الحياة السياسية، وبرز في القرن السادس عشر كمركز رئيسي للعروض والرعاية الفنية. ظلّ مجلس شورى الملك والمناصب العليا في الدولة محوريين لإدارة الحكومة حتى بعد مغادرة الملوك الستيوارتيين لحكم إنجلترا منذ عام 1603، إلا أنها هُمّشت وألغيت بعد قانون الاتحاد لعام 1707، إذ بات الحكم من لندن مباشرة. كان البرلمان بالغ الأهمية أيضًا في إدارة البلاد، إذ طرح القوانين والضرائب، إلا أن نجاحاته لم تَدُم ولم يحقّق قط مركزية الحياة السياسية التي تمتع بها نظيره في إنجلترا قبل حلّه عام 1707.
ظلت الإيرادات مشكلة مستمرة للحكومة الإسكتلندية حتى بعد تقديم الضرائب المنتظمة منذ ثمانينيات القرن السادس عشر، إذ لم تكن الإيرادات كافيةً لمشاريع الحكومة وكانت معظم التكاليف تُدفع من الإيرادات الإنجليزية بعد عام 1603. جرت محاولات لزيادة فعالية الحكومة المحلية مع إنشاء المحاكم الصلحية ومفوضي التموين. ساعد الوجود المستمر لمحاكم بارون وإنشاء هيئات حكم الكنائس المحلية في توطيد سلطة الأسياد المحليين. في ما يتعلق بالقانون كان هناك توسع للمؤسسات المركزية وتمهين المحامين كجماعة. حوفِظ على القانون الإسكتلندي كنظام مستقل بعد الاتحاد في عام 1707 ونالت المحاكم المركزية منذ عام 1747 سلطةً واضحة على المؤسسات المحلية.

## التاج
كان جيمس الخامس أول ملك إسكتلندي يرتدي التاج الإمبراطوري المغلق بدلًا من التاج المفتوح لملوك العصور الوسطى، الأمر الذي أشار إلى مطلب بسلطة مطلقة ضمن المملكة. في عام 1532 أُعيدت صياغة الإكليل الخاص به ليحوي أقواسًا أضيفت مرة أخرى مع إعادة تصميمه في عام 1540 على ما بقي تاج إسكتلندا. شددت فكرة الملكية الإمبراطورية على جلالة التاج واشتملت على دوره كقوة وطنية موحِّدة ودفاعه عن الحدود والمصالح الوطنية والسيادة الملكية على القانون والكنيسة الوطنية الخاصة ضمن الطائفة الكاثوليكية. يمكن النظر إلى الملكية الجديدة في ضوء اعتماد التاج على «الرجال الجدد» بدلًا من الشخصيات الكبرى واستخدام رجال الدين كهيئة للخدمة المدنية وتطوير جيش عامل وبَحرية.
كان جورج بيوكانان (1506-1582) من بين الشخصيات الفكرية الكبرى في الإصلاح الديني، وكان عملاه قوانين إسكتلندا (1579) وتاريخ إسكتلندا (1582) من بين الأعمال الرئيسية التي لخصت قضية مقاومة الطغاة. كان بيوكانان واحدًا من معلّمي جيمس السادس وعلى الرغم من نجاحهم في تقديم أمير بروتستانتي رفيع التعليم سينشر لاحقًا أعمالًا حول مسائل من بينها الحكومة والشعر والسحر، فشلوا في إقناعه بأفكارهم حول الملكية المحدودة وسيتجادل جيمس مع بيوكانان وآخرين حول الوضع القانوني للتاج والكنيسة الوطنية الإسكتلندية. أكد جيمس مفهوم «الحق المقدس» الذي عُيّن عبره الملك من قبل الله ونال بذلك درجة من القداسة. نقل جيمس هذه الأفكار إلى شارل الأول الذي قوّضت هذه الأفكار قدرته على المساومة، وساهمت في الوصول إلى صعوباته السياسية. اعترض المعاهدون الإسكتلنديون على إعدامه في عام 1649، إلا أنهم تجنّبوا تقديم قداسة الملوك كسبب. حين ترتّب على طبقة النبلاء الإسكتلنديين إيجاد تبرير لخلع جيمس الثاني في عام 1689، عادوا إلى حجة بيوكانان حول الطبيعة التعاقدية للملكية في المطالبة بالحق.

## البلاط
تألّف البلاط الملكي من النبلاء البارزين وموظفي الحكومة والسفراء والمتوسلين الذين أحاطوا بالملك أو الملكة. كان في المركز الملك وأعضاء غرفة الملك. كان الرجال المحترمون عادةً النبلاء البارزين أو أفرادًا تجمعهم صلات قرابة مع الأسر النبيلة البارزة. وكانوا يحوزون اتصالًا مباشرًا مع الملك، مع ما ينطوي عليه ذلك من ممارسة للنفوذ، وكانوا يقيمون عادةً في البلاط. بالرغم من أن مقرهما أمسى بصورة متزايدة في قصر هوليرود الملكي في إدنبرة، كان الملك والمحكمة متنقّلين عادةً ويمضيان وقتيهما في إحدى القصور الملكية مثل لينليثغو وستيرلنغ وفوكلاند، أو التعهد بتقدّم ملكيّ إلى جزء من المملكة لضمان الحفاظ على سيادة القانون أو السلطة الملكية أو الحكومة السلسة.
في القرن السادس عشر كان البلاط مركزيًا في رعاية ونشر أعمال وأفكار عصر النهضة. وكان ركيزةً أساسية أيضًا في انطلاق العرض الباذخ الذي صوّر الدور السياسي والديني للملك. ارتبط هذا العرض بأفكار المروءة التي كانت تتطور في هذه الفترة من روح عسكرية عملية إلى عقيدة أكثر تبجيلية وزخرفية. وفّرت مسابقات الفرسان نقطة تجمّع للعروض وسعى وراءها جيمس الخامس بحماسة فخورًا بعضويته في الجمعية الدولية للفروسية. جلبت ماري ملكة الإسكتلنديين خلال فترة حكمها الشخصي الوجيز العديد من نشاطات البلاط المدروسة التي ترعرعت عليها في البلاط الفرنسي، صُمّمت حفلات الرقص ومسرحيات الماسك والاحتفالات لتمثّل عودة الملكية ولتسهّل الوحدة الوطنية. في ظل حكم جيمس السادس عاد البلاط ليكون مركز الثقافة والتعليم وأعطى جيمس انطباع ملك فيلسوف مستحضرًا نماذج ديفيد وسليمان وقسطنطين. زال البلاط الإسكتلندي عن الوجود فعليًا بعد وراثة جيمس السادس للعرش الإنجليزي في عام 1603، وانتهى دوره بصفته مركز رعاية الفنون والعروض السياسية والدسائس.

## موظفو الدولة
فعليًا كان المستشار الوزير الأول في المملكة. كانت دائرته، مكتب المحفوظات العامة، مسؤولةً عن الختم الكبير الذي كان مطلوبًا لمعالجة وراثة سندات ملكية الأراضي وتصديق نقل الأراضي. كانت مسؤوليته الرئيسية رئاسة اجتماعات مجلس شورى الملك والمناسبات النادرة التي حضرها في اجتماعات المحكمة المدنية العليا. كان منصب أمين السر المنصب الثاني الأكثر هيبةَ، وكان مسؤولًا عن سجلات مجلس شورى الملك وعن السياسة الخارجية، بما فيها الحدود، التي على الرغم منها احتفظ هذا المنصب بأهميته بعد اتحاد التيجان عام 1603. كان أمين الخزينة آخر المناصب الرئيسية وكان يتعامل، مع المراقب المالي، مع التمويل الملكي حتى دُمج منصب المراقب المالي ضمن منصب أمين الخزينة منذ عام 1610.
مثّل السيد رئيس المحكمة المدنية العليا، الذي غالبًا ما يعرف باختصار بالسيد الرئيس، صلة وصل بين مجلس شورى الملك والبلاط. ناب النائب العام مناب المجلس القانوني. ظهر هذا المنصب في تسعينيات القرن الخامس عشر للتعامل مع حقوق ملكية الأرض الوراثية للملك ومنذ عام 1555 كان هناك عمومًا مستشارين للملك، الأمر الذي دلّ على زيادة في مستوى العمل. منذ عام 1579 باتا بصورة متعاظمة مدّعيين عامين.